# Albert Büchi (Radsportler)
Albert Büchi (* 27. Juni 1907 in Winterthur; † August 1988 ebenda) war ein Schweizer Radrennfahrer.
Er startete für den RV Winterthur und gehörte zur ersten Garde der Schweizer Profi-Rennfahrer Anfang der 1930er Jahre. 1931 wurde er Schweizer Strassenmeister sowie Dritter der Meisterschaft von Zürich. Im selben Jahr wurde er beim Sieg von Learco Guerra Dritter bei den UCI-Strassen-Weltmeisterschaften in Kopenhagen sowie Neunter der Gesamtwertung der Tour de France. Noch dreimal startete Büchi bei der Tour. 1932 wurde er Elfter, 1933 13. sowie 1934 17. Das Eintagesrennen Tour de Haute-Savoie gewann er 1934. 1937 schloss er seine Radsportkarriere mit einem dritten Platz bei der Schweizer Strassenmeisterschaft ab.
1933 belegte er den zweiten Platz in der Gesamtwertung der erstmals ausgetragenen Tour de Suisse mit einem Rückstand von 9:01 Minuten auf den Österreicher Max Bulla.